# Герб Лажеша-ду-Піку
Ге́рб Ла́жеша-ду-Пі́ку — офіційний символ містечка Лажеш-ду-Піку, Португалія. Використовується як територіальний герб. У срібному щиті чорний вулкан, який вивергає полум'я золотого і срібного кольору. Він стоїть у морі з двох зелених і двох срібних хвилястих смуг. У главі щита чорний яструб, що летить і тримає в лапах португальський щиток. Щит увінчує срібна мурована містечкова корона з чотирма вежами.  Під щитом біла стрічка, на якій великими літерами напис португальською: «vila das Lajes do Pico» (містечко Лажеш-ду-Піку).  Офіційно затверджений 8 серпня 1935 року.  

## Галерея

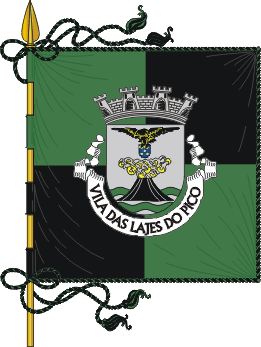
Прапор